# Cumberland (Indiana)
Cumberland – miasto w Stanach Zjednoczonych, w stanie Indiana, w hrabstwie Marion.